# 오제영
오제영(吳悌泳, 1877년 음력 10월 15일 ~ 1920년 양력 1월 29일)은 대한제국의 관료 출신으로 일제 강점기에 조선총독부 중추원 부찬의를 지냈다.

## 생애
1899년부터 훈장과 포장, 상여 등을 담당하는 기관인 표훈원의 관료로 근무했다. 한일 병합 조약 체결 전 일본 정부로부터 훈장을 네 번 받은 바 있다. 1905년 훈6등 서보장, 1906년 훈5등 서보장, 1907년 훈5등 욱일쌍광장, 1909년 황태자도한기념장을 서훈받았다.
한일 병합 조약이 체결된 이듬해인 1911년, 중추원 부찬의에 임명되어 1920년 사망 시점까지 약 9년 동안 재직했다. 1912년 한국병합기념장도 받았다.
2002년 민족정기를 세우는 국회의원모임이 발표한 친일파 708인 명단, 2008년 민족문제연구소에서 친일인명사전에 수록하기 위해 정리한 친일인명사전 수록예정자 명단, 2006년 친일반민족행위진상규명위원회가 조사 발표한 친일반민족행위 106인 명단에 모두 포함되었다.

## 같이 보기
- 조선총독부 중추원

## 참고자료
- 친일반민족행위진상규명위원회 (2006년 12월). 〈오제영〉 (PDF). 《2006년도 조사보고서 II - 친일반민족행위결정이유서》. 서울. 356~360쪽쪽. 발간등록번호 11-1560010-0000002-10. 2007년 10월 8일에 원본 문서 (PDF)에서 보존된 문서. 2007년 6월 24일에 확인함.